# Base aérienne 200 Apt-Saint-Christol
La base aérienne 200 Apt-Saint-Christol est une ancienne base aérienne de l'Armée de l'air française située sur le territoire de la commune de Saint-Christol, près de la ville d'Apt, dans le Vaucluse.
De 1971 à 1996, elle était la base-support des missiles balistiques de la force de dissuasion nucléaire française situés sur le plateau d'Albion. Le 1er groupement de missiles stratégiques dépendant des forces aériennes stratégiques était chargé des installations qui comprenaient dix-huit silos à missiles.
Après le démantèlement des missiles, la base a été renommée quartier Maréchal Kœnig et accueille depuis 1999 le 2e régiment étranger de génie de l'Armée de terre ainsi qu'une station d'écoute de la direction générale de la Sécurité extérieure (DGSE).

## Historique

### Contexte
La Seconde Guerre mondiale tout juste achevée, la France se lance dans le nucléaire militaire et civil avec la création, en octobre 1945, du Commissariat à l’énergie atomique (CEA), sous l'impulsion du général de Gaulle, alors président du gouvernement provisoire de la République. Dans les années qui suivent, la guerre froide va accentuer les velléités françaises d'avoir la bombe, perçue par certains comme seule capable de dissuader les vastes forces du pacte de Varsovie d'envahir l'Europe de l'Ouest. Son développement reste pourtant lent et secret sous la Quatrième République.
Dans le cadre de l'OTAN, les forces françaises en Allemagne se familiarisent avec l'armement nucléaire dès 1960, mais ces armes, tactiques, sont strictement sous contrôle américain. Aussi, les limites de la doctrine de « représailles massives » adoptée par l'administration Eisenhower en 1953, le refus des États-Unis d'utiliser leur droit de veto pour défendre les intérêts français lors de la crise du canal de Suez en 1957, puis la stratégie de « riposte graduée », introduite par l'administration Kennedy en 1962, convainquent l’état-major français que les États-Unis n'engageraient leurs forces stratégiques qu'en cas de menace directe contre leur territoire et se limiteraient à des frappes tactiques en cas de conflit strictement européen. Des armes nucléaires stratégiques françaises sous commandement français pourraient servir de « détonateur » aux armes américaines, obligeant un président américain réticent à aider ses alliés. Dans le cadre d'un commandement occidental intégré, les États-Unis seraient ainsi forcés de consulter les Français pour toute prise de décision, affirmant le statut de grande puissance de la France voulu par Charles de Gaulle. Pour les dirigeants français, ce statut nécessitait que le pays se dote d'un arsenal nucléaire aussi varié que celui des deux grands ; comme le formula Jacques Chirac : « Nous ne voulons laisser à personne le monopole de telle ou telle catégorie d'armes ».

### Développement

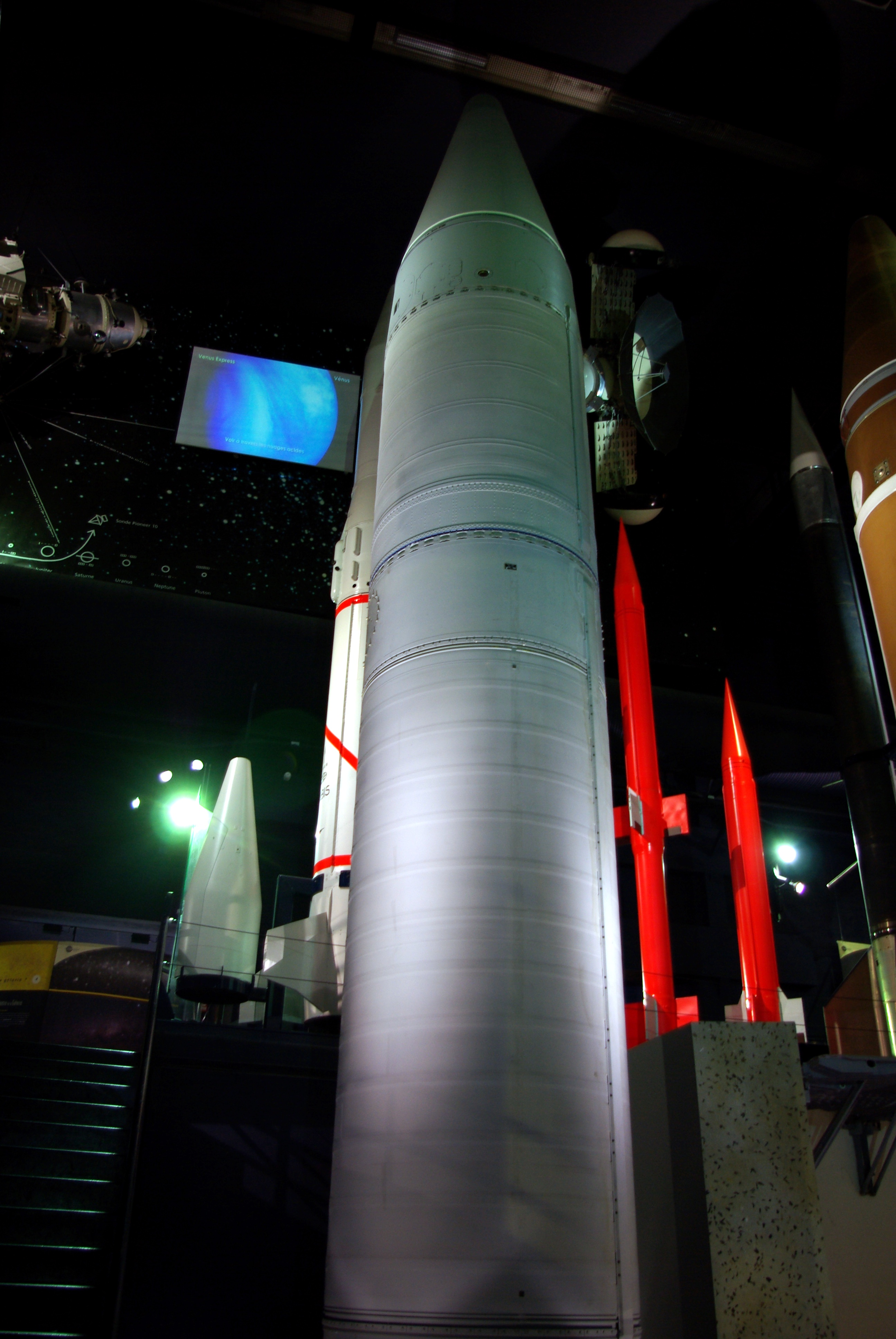
Missile S2 exposé au musée de l'Air et de l'Espace au Bourget. Il s'agit du premier missile balistique français, avec un premier vol d'essai en 1965.

En 1960, De Gaulle, devenu président de la République, commande 50 bombardiers stratégiques à Dassault Aviation et lance le développement des missiles sol-sol balistiques stratégiques (SSBS) et des sous-marins nucléaires lanceur d'engins (SNLE). En mai 1963 il précise ce que seront les vecteurs nucléaires français, à savoir les avions Mirage IV, emportant des bombes au plutonium, puis les SSBS, équipés d'ogives au plutonium, et enfin les SNLE et leurs MSBS à ogives à l'uranium enrichi dopées.
C'est à l'Armée de l'air que revient la responsabilité de mettre en œuvre les SSBS. Si l’Armée de terre ne s'y oppose pas, préférant des armes nucléaires tactiques plus souples d'emploi, la Marine nationale y oppose les SNLE, réputés invulnérables. Les aviateurs rétorquent qu'une seule torpille pourrait couler un sous-marin et avec lui la totalité de ses vecteurs alors qu'il faudrait à l'ennemi au moins une charge nucléaire par SSBS, protégés dans des silos, pour anéantir cette force.
À partir de 1963, des recherches sont menées en Corse, dans le massif des Vosges, dans le Massif central et dans la Drôme afin d'y implanter les missiles. Le plateau d'Albion est finalement choisi face au plateau voisin de Valensole en avril 1965 en raison de sa faible densité humaine et de son sol calcaire, permettant une construction peu coûteuse des silos qui renfermeront les missiles, mais aussi capable d'amortir efficacement l'onde de choc d'une attaque nucléaire.

### Construction
Début 1966, il est décidé de construire 27 silos et 3 postes de conduite de tir (PCT) sur 785 hectares ainsi que la base aérienne 200 Apt-Saint-Christol (BA 200) sur 406 hectares. C'est au Génie que revient cette tâche.
Des manifestations ont lieu pour s'opposer à cette implantation. Les plus grands artistes prennent position. Notamment, en février 1966, sur une affiche décorée par Picasso baptisée La Provence point Oméga, René Char déclare : « Que les perceurs de la noble écorce terrestre d'Albion mesurent bien ceci : nous nous battons pour un site où la neige n'est pas seulement la louve de l'hiver mais aussi l'aulne du printemps. Le soleil s'y lève sur notre sang exigeant et l'homme n'est jamais en prison chez son semblable. À nos yeux ce site vaut mieux que notre pain, car il ne peut être, lui, remplacé. ».
Les travaux du PCT 1 durent deux ans et demi, de novembre 1966 à mars 1969. Le chantier du PCT 2 démarre en juillet 1969 pour se terminer moins d'un an après, en mars 1970. Les travaux du PCT3 et ses silos associés sont entamés mais arrêtés en décembre 1968 à la suite de restrictions budgétaires. Les installations opérationnelles représentent 260 000 m3 de dérochage, 540 000 m3 de terrassements et 150 000 m3 de béton. Simultanément, l'ensemble du réseau routier environnant est modernisé et élargi pour permettre le passage des convois militaires.
En 1967, est créé le 1er groupement de missiles stratégiques (1er GMS) dépendant de l'Armée de l'air pour s'occuper des installations du plateau d'Albion. De nombreuses autres unités sont créées pour veiller à la sécurité du site dont l'escadron de protection EP 21.200, en 1968, qui regroupe une section de commandement, un « cynogroupe » et quatre compagnies de parachutistes. Les premières ogives nucléaires MR 31 sont livrés à la BA 200 en août 1969.

### 18 missiles opérationnels

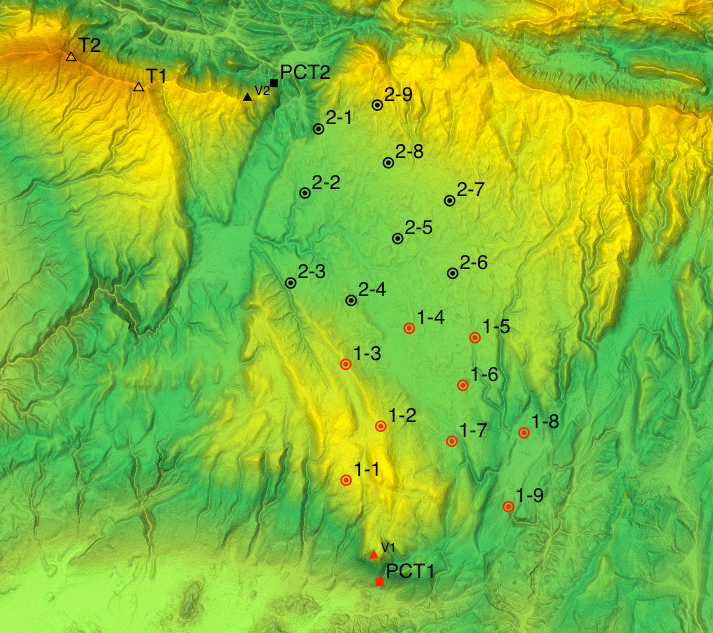
Carte topographique du plateau d'Albion et positions des Zones de Lancement (ZL) et autres systèmes.

La première unité opérationnelle, avec neuf missiles S2, est mise en service le 2 août 1971, la seconde le 23 avril 1972. Au début des années 1980, ces engins sont remplacés par les missiles S3 : la première unité opérationnelle SSBS S3 est mise en service le 1er juin 1980, la seconde le 31 décembre 1982.
À l'origine, il était prévu que les missiles S3 soient remplacés à l'horizon 2005 par une version terrestre du missile M5 dont le développement débuta en 1992. En 1994, il est annoncé que des M45 succéderont aux S3. Ces projets seront finalement abandonnés en raison de l'annonce du démantèlement des installations en 1996.
La surveillance aérienne des silos est d'abord effectuée par des hélicoptères Sikorsky H-34. Le 1er mai 1976, est créé l'escadron d'hélicoptères 4/67 Durance qui s'installe sur la base. Quatre types d'appareils sont utilisés : SE.3130 Alouette II, MH.1521M Broussard, SA-330Ba Puma et AS-555UN Fennec. De 1971 à 1996, la BA 200 et le plateau d'Albion sont « les endroits les mieux gardés de France ».
En juin 1985, la 95e escadre de missiles stratégiques est activée sur la base.
En raison de la visite de nombreux chefs d’état étrangers pendant le temps de l’activité de la BA 200, une grande variété d'appareils se sont posés sur l'aérodrome de la base.

### Démantèlement et reconversion
Le 22 février 1996, le président Chirac annonce la fermeture de la base et le démantèlement des missiles du plateau d'Albion, en raison de l'évolution de la géostratégie européenne — à la suite de la chute du bloc de l'Est — et du vieillissement des missiles coûteux en entretien et pour lesquels une modernisation n'est pas souhaitée.
Dans un premier temps, il est annoncé que la base sera reconvertie en école franco-allemande d'hélicoptères de combat. Face aux protestations des habitants qui craignent des nuisances sonores, le projet est abandonné. Le ministère de la Défense annonce alors que la présence militaire sur le site sera maintenue avec l'installation d'un régiment du génie de la Légion étrangère.
Les opérations de démantèlement des missiles débutent le 16 septembre 1996 et le site est déclaré dénucléarisé fin février 1998. Les ogives nucléaires ont été transférées au centre de Valduc.
De juin 1996 à août 1998, l'escadron de formation des commandos de l'air (EFCA) stationne sur la base aérienne, avant de rejoindre celle de Dijon, puis celle d'Orange. Le 1er groupement de missiles stratégiques et l'escadron d'hélicoptères 4/67 Durance sont dissous le 31 août 1998.
Le 2e régiment étranger de génie est créé le 1er juillet 1999 et prend possession du site. La BA 200 devient le quartier Maréchal Koenig.
En 2003, la Direction générale de la Sécurité extérieure installe une station d'écoute sur la base.

## Les installations

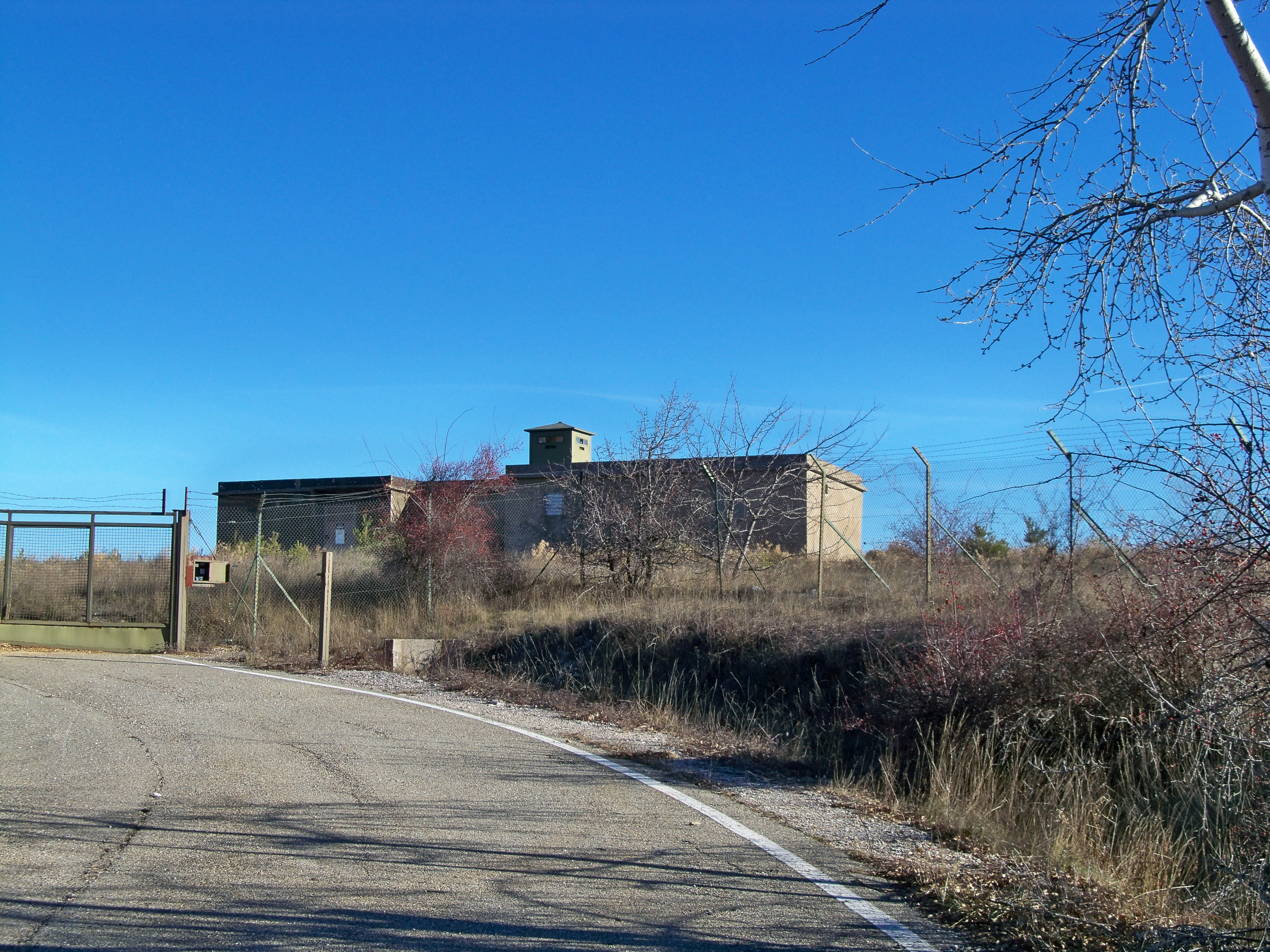
Un bâtiment de surface technique, seule partie d'une zone de lancement (ZL) au-dessus du niveau du sol.

Sur les 27 zones de lancement (ZL) et les 3 postes de contrôle de tir (PCT) prévus à l'origine, seuls 18 ZL et 2 PCT ont été achevés.

### Zones de lancement
En surface, le seul élément d'une ZL construit au-dessus du sol est le bâtiment de surface technique abritant les outils nécessaire à l'entretien du site. La majeure partie de la ZL est souterraine, sous une dalle de béton armé de 50 mètres sur 50 m, épaisse de 9 m. Au centre de cette dernière un puits d'acier et de béton, le silo, de 3,5 m de diamètre, s'enfonce à 30 m de profondeur. Une porte de 140 tonnes, épaisse de 1,5 m, recouvre directement le silo. Sur ordre de lancement la porte aurait été propulsée sur des rails, violemment tirée par des câbles actionnées par des vérins pyrotechniques, dégageant le silo. Le design du site s'inspirait des silos du missile américain Minuteman dont les dimensions furent adaptées au missile français S2, plus petit.

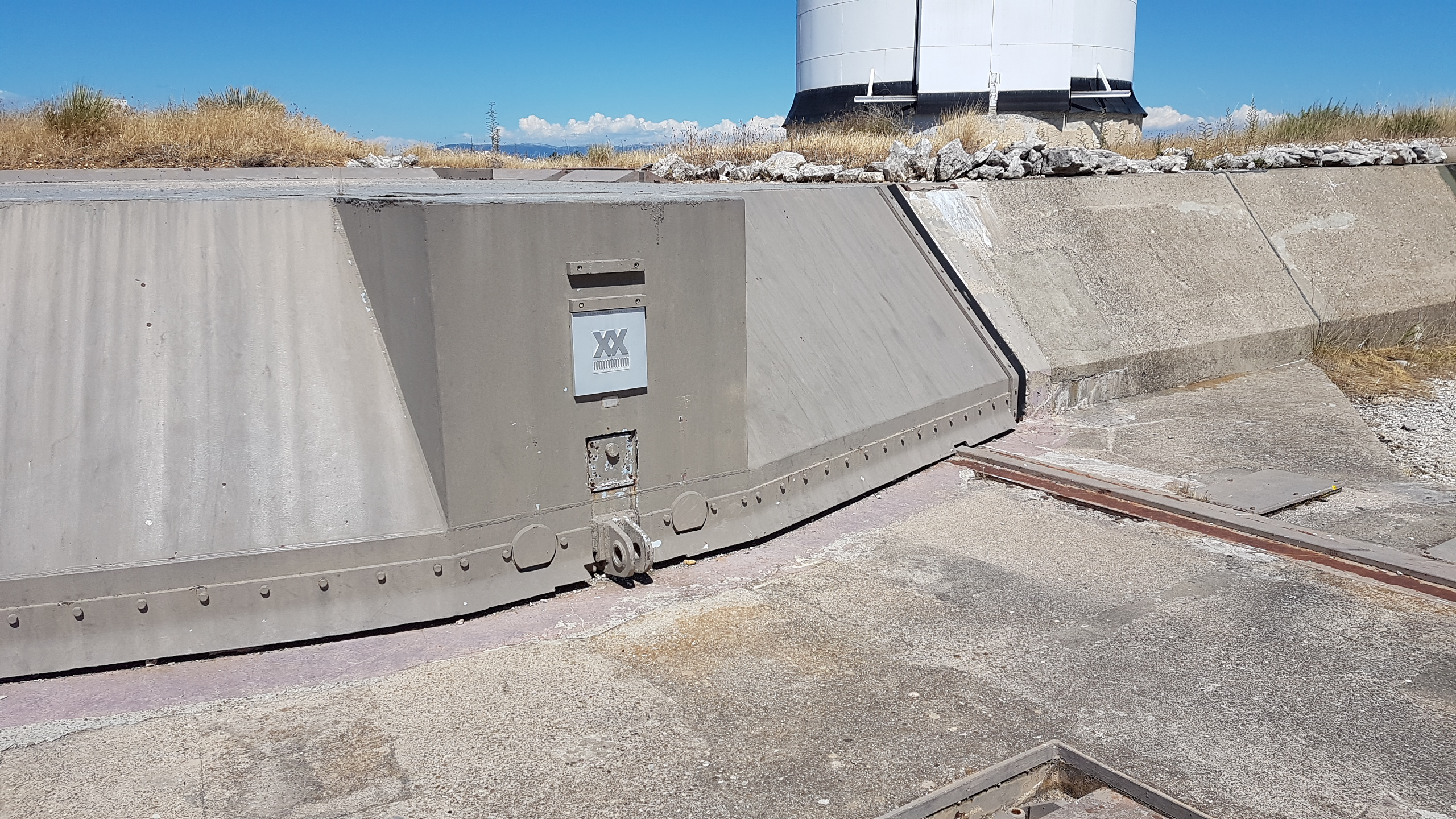
La porte recouvrant le silo 1-2, épaisse de 1.5 m et montée sur des rails.

Pour les opérations de maintenance, une autre porte blindée de deux tonnes permettait d'accéder à un ascenseur menant aux niveaux −6 et −9 m du silo. À ces niveaux, des échafaudages escamotables permettaient d'accéder aux éléments du missile, soit l'ogive et l'inter-étage. Dans le silo, le missile reposait sur un socle (couronne porteuse), suspendu par des câbles, capable d'absorber les ondes sismiques engendrées par une explosion au niveau du sol. Chaque silo était accompagné d'un abri auxiliaire enterré, renfermant les équipements de servitude, dont des générateurs de secours.
Chaque ZL était distante d'au moins 3 kilomètres de sa voisine afin qu'une seule attaque ne puisse détruire plusieurs sites en même temps car les effets mécaniques d'une explosion nucléaire ont une portée relativement limitée et deux explosions nucléaires simultanées annulent une grande partie de leurs effets mécaniques respectifs[réf. souhaitée]. Le système occupait une place limitée. Seule une aire de 200 m de côté autour de chaque ZL était triplement clôturée, par une clôture domaniale délimitant la zone contrôlée, une clôture intermédiaire et une clôture électrifiée. Le reste du plateau, habité, restait ouvert à l'exploitation agricole.

#### Liste des zones de lancement
| N°  | Nom                     | Coordonnées                 | Statut |
| --- | ----------------------- | --------------------------- | --- |
| 1-1 | Zone de lancement N°1-1 | 43° 58′ 31″ N, 5° 27′ 59″ E | Centrale photovoltaïque Restaurant « Le Bistrot de Lagarde »                                                                             |
| 1-2 | Zone de lancement N°1-2 | 44° 00′ 01″ N, 5° 29′ 15″ E | Observatoire SIRENE |
| 1-3 | Zone de lancement N°1-3 | 44° 01′ 44″ N, 5° 27′ 57″ E | Désaffecté Bâtiment de surface technique encore en place                                                                                 |
| 1-4 | Zone de lancement N°1-4 | 44° 02′ 44″ N, 5° 30′ 24″ E | Désaffecté Bâtiment de surface technique détruit, porte du silo encore visible                                                           |
| 1-5 | Zone de lancement N°1-5 | 44° 02′ 29″ N, 5° 32′ 55″ E | Désaffecté - centrale photovoltaïque Lavansol III en construction (2020) Bâtiment de surface technique encore en place                   |
| 1-6 | Zone de lancement N°1-6 | 44° 01′ 11″ N, 5° 32′ 26″ E | Désaffecté - centrale photovoltaïque Lavansol VI en construction (2020) Bâtiment de surface technique encore en place, démolition prévue |
| 1-7 | Zone de lancement N°1-7 | 43° 59′ 37″ N, 5° 32′ 00″ E | Désaffecté - centrale photovoltaïque Lavansol IV en construction (2020) Bâtiment de surface technique encore en place                    |
| 1-8 | Zone de lancement N°1-8 | 43° 59′ 51″ N, 5° 34′ 46″ E | Désaffecté Bâtiment de surface technique partiellement détruit                                                                           |
| 1-9 | Zone de lancement N°1-9 | 43° 57′ 47″ N, 5° 34′ 13″ E | Désaffecté Bâtiment de surface technique encore en place                                                                                 |
| 2-1 | Zone de lancement N°2-1 | 44° 08′ 16″ N, 5° 26′ 57″ E | Centrale photovoltaique Bâtiment de surface technique encore en place                                                                    |
| 2-2 | Zone de lancement N°2-2 | 44° 06′ 30″ N, 5° 26′ 23″ E | Centrale photovoltaique Bâtiment de surface technique encore en place                                                                    |
| 2-3 | Zone de lancement N°2-3 | 44° 03′ 59″ N, 5° 25′ 48″ E | Déchetterie de Sault Bâtiment de surface technique encore en place                                                                       |
| 2-4 | Zone de lancement N°2-4 | 44° 03′ 30″ N, 5° 28′ 10″ E | Démantelé |
| 2-5 | Zone de lancement N°2-5 | 44° 05′ 14″ N, 5° 29′ 59″ E | Désaffecté Bâtiment de surface technique encore en place                                                                                 |
| 2-6 | Zone de lancement N°2-6 | 44° 04′ 16″ N, 5° 32′ 03″ E | Site du réception du radar GRAVES |
| 2-7 | Zone de lancement N°2-7 | 44° 06′ 17″ N, 5° 31′ 58″ E | Centrale photovoltaique Scop TOSSOLIA |
| 2-8 | Zone de lancement N°2-8 | 44° 07′ 21″ N, 5° 29′ 38″ E | Centrale photovoltaique Bâtiment de surface technique encore en place                                                                    |
| 2-9 | Zone de lancement N°2-9 | 44° 08′ 56″ N, 5° 29′ 11″ E | Centrale photovoltaique Bâtiment de surface technique encore en place                                                                    |

### Postes de contrôle de tir
Chaque PCT avait la charge de superviser neuf zones de lancement, les unes au nord, les autres au sud du plateau d'Albion. Le PCT 1, au sud, était situé dans le Vaucluse près du village de Rustrel (43° 55′ 43″ N, 5° 29′ 14″ E). Le PCT 2, au nord-ouest, se trouvait dans le département de la Drôme, au-dessus du village de Reilhannette (44° 09′ 34″ N, 5° 25′ 10″ E). Le PCT 3, jamais achevé, aurait été localisé au nord-est près du village de l'Hospitalet.
Le choix d'un plateau comme site d'implantation du système permettait l'enfouissement profond des PCT, à plus de 400 m sous la surface, sous les ZL. Éloignés de 35 kilomètres l'un de l'autre les deux PCT furent construits au bout de galeries de près de 2 km percées depuis les flanc des plateaux. L'accès à ces derniers se faisait à partir d'une conciergerie blindée par un fronton de béton. À l’intérieur, un garde derrière un miroir sans tain, surveillait l'accès aux installations souterraines. Ces installations étaient reliées par un réseau de tunnels de 6 m de diamètre, parcourus en voiturettes électriques.

#### Galeries anti-souffle

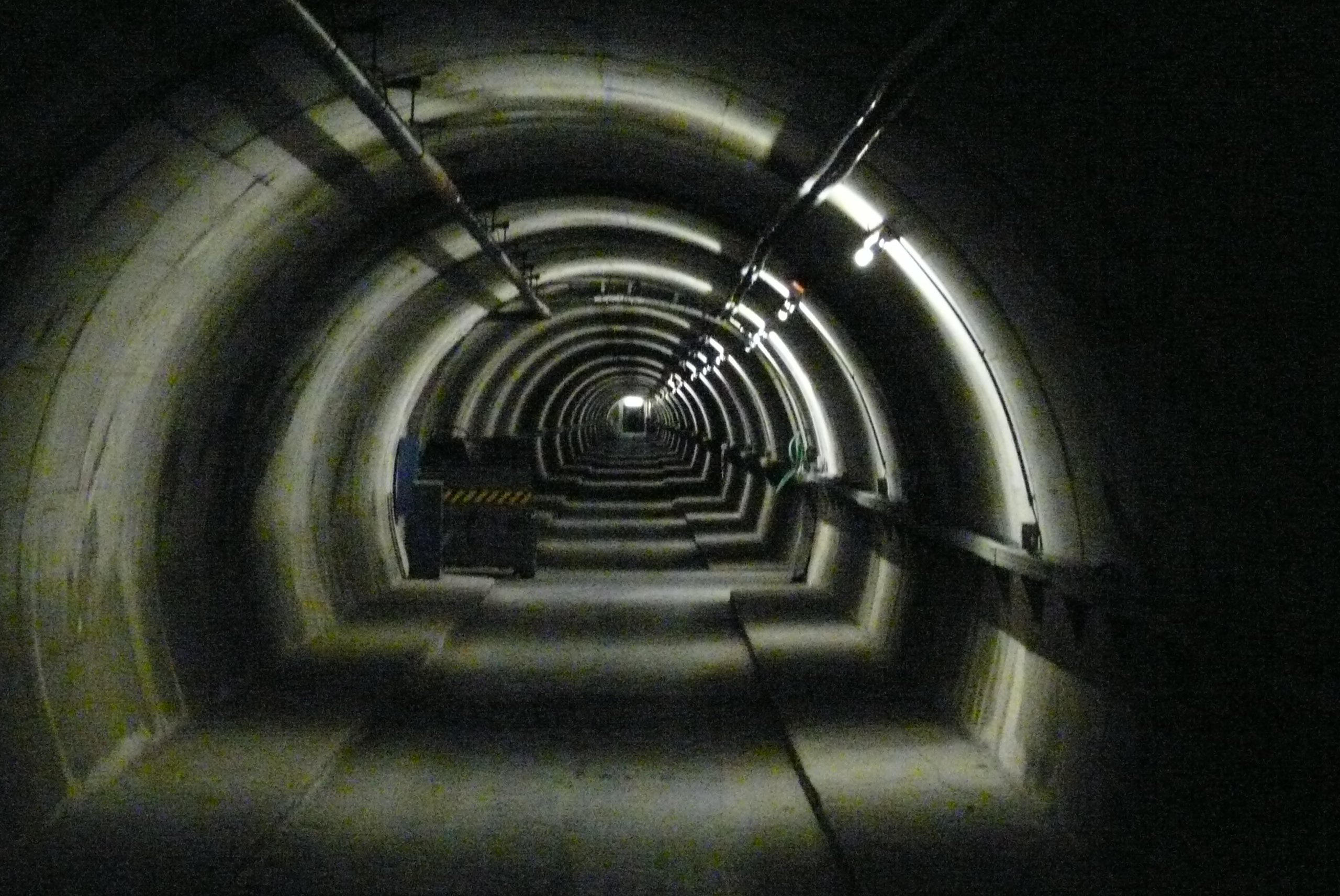
Tunnel du poste de conduite de tir (PCT) no 1.

Un premier tunnel, la « galerie des gaz brûlés », connectait l’entrée de la conciergerie à l'extérieur afin d'y canaliser le souffle d'une explosion. À 350 m de la conciergerie le long de ce premier tunnel, un second tunnel à angle droit s’enfonçait dans la colline en cul-de-sac. Deux cents mètres avant son extrémité, une troisième galerie en partait en parallèle après un coude à angle droit. C'est 350 m plus loin, le long de cette troisième galerie, que se déployait le PCT. Passé le PCT, cette même galerie se terminait elle aussi en cul-de-sac quelque 1 600 m plus loin, à ceci près que son extrémité était reliée à la surface par un puits de 25 m, bouché par du sable, faisant office de sortie de secours. À la manière d'un puits égyptien, les occupants auraient dû, depuis l’intérieur, vider le sable maintenu dans le tiers supérieur du puits par une trappe, pour accéder à la surface.
Les embranchements à angle droit et les galeries en cul de sac auraient permis de casser l'onde de choc, consécutive à une explosion, se propageant dans les tunnels du complexe.

#### Capsules de tir
Le PCT se déployait dans une caverne de 28 m de long pour 8 m de diamètre, recouverte de 2 m de béton et d'une cage de Faraday faite de plaques d'acier hermétiquement soudées pour permettre à l'électronique de résister à une impulsion électromagnétique.
Dans le PCT se relayaient en permanence six commandos de l'air assurant la sécurité, deux mécaniciens et deux officiers de tir. Ces derniers, à l’abri de leur capsule de tir montée sur ressorts, avaient la charge d’exécuter l'ordre de lancement du président de la République. Sur le modèle américain (les Soviétiques requièrent trois hommes), pour éviter qu'un seul homme puisse déclencher le lancement des missiles et pour diluer la responsabilité de l'acte, l'ordre de tir devait se faire simultanément sur deux consoles espacées de quatre mètres l'une de l'autre, d'où la présence de deux officiers de l'armée de l'air (lieutenants ou capitaines).

### Relais de télécommunication
L'ordre de lancement des missiles aurait été transmis par le réseau hertzien Vestale utilisant la réflexion troposphérique. Ce réseau dédié reliait le PC Jupiter de l’Élysée au COFAS (Centre d'opérations des forces aériennes stratégiques) de la base parisienne de Taverny puis au COFAS du Mont Verdun à Lyon puis à deux relais blindés sur les contreforts du Mont Ventoux : T1 au pas de la Frache à 1 500 m (44° 09′ 28″ N, 5° 19′ 57″ E) d'altitude et T2 au col des tempêtes, près du sommet (1 911 m) (44° 10′ 19″ N, 5° 17′ 19″ E). Enfin le signal aurait abouti sur deux récepteurs (V1 (43° 56′ 29″ N, 5° 29′ 01″ E) et V2(44° 09′ 12″ N, 5° 24′ 10″ E)) situés à la verticale des PCT, en vue directe des relais T1 et T2.
Par mesure de sécurité, cinq systèmes de télécommunication alternatifs pouvaient assurer la transmission de l'ordre de lancement des missiles : Le réseau téléphonique Tigre utilisant le réseau de France Télécom et les relais hertziens de l'armée, le réseau de la marine nationale, le réseau ASTARTE (Avion STAtion Relais de Transmissions Exceptionnelles) par avions C-160 depuis 1989, le réseau RAMSÈS (Réseau Amont Maillé Stratégique Et de Survie) et la télévision via les émetteurs de TDF.
La communication entre les PCT et les ZL était assurée par des câbles ou, éventuellement, par onde de sol (TOS pour Transmission par Ondes de Sol). Chaque PCT était ainsi équipé de longues antennes le long des galeries et chaque ZL d'antennes enterrées.

## La base aujourd'hui

### Installations militaires

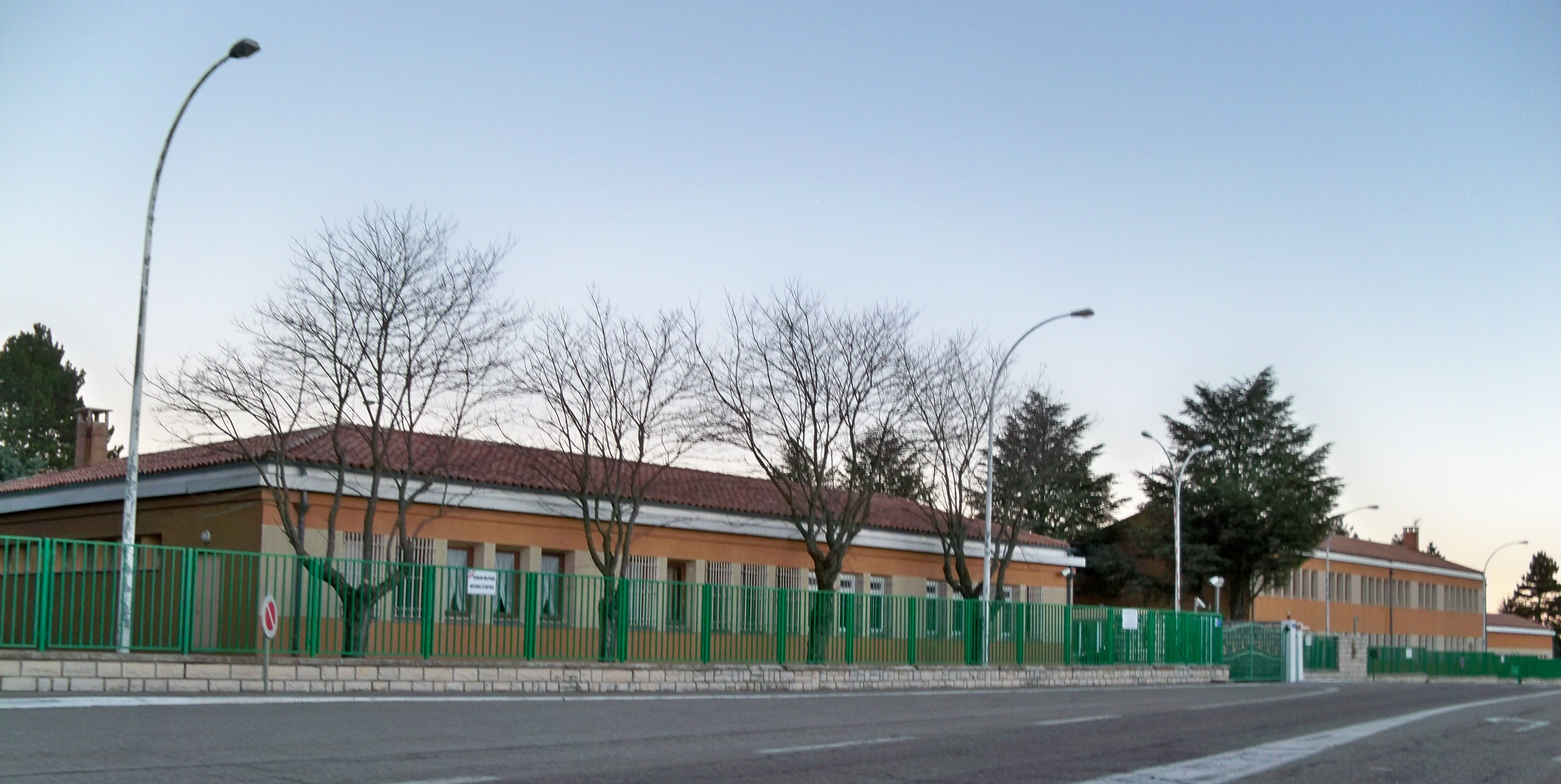
Une partie des casernements, en 2010.

La base, renommée quartier Maréchal Koenig, abrite le 2e régiment étranger de génie (2e REG), le groupement de soutien de la base de défense de Saint-Christol et la station d'écoute de la DGSE.
Une nouvelle antenne médicale est livrée en décembre 2023 après 14 mois de travaux.
L'« aérodrome de Saint-Christol » (code OACI : LFXI) est un aérodrome militaire interdit à la circulation aérienne publique et à tous les aéronefs non autorisés.

Le décret « NOR: DEVA0909487K » du 31 janvier 2009 a placé l'aérodrome en liste no 2 (aérodromes réservés à l'usage des administrations d'état).

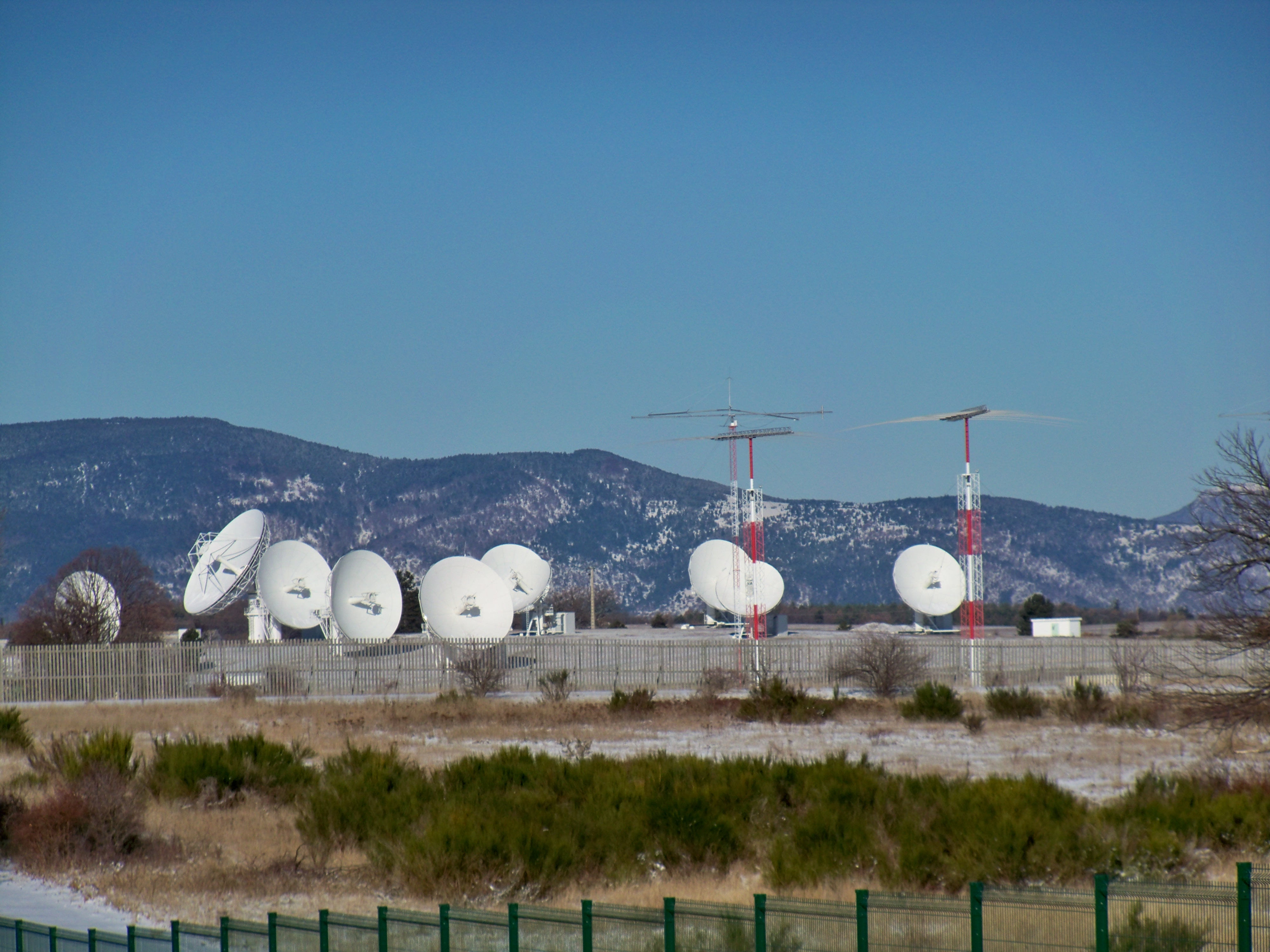
Station d'écoute de la DGSE.

Seule subsiste la balise de radionavigation « NDB SCL ». Il n'y a plus de service de contrôle. L'aérodrome dépend toujours du district aéronautique « Provence » basé à Marseille-Provence.
Il subsiste deux zones à statut particulier : la zone de parachutage 435, située 2 km au nord de la piste, et la zone réglementée R11 (du niveau du sol à une altitude de 1 000 pieds) pour protéger le 2e régiment étranger de génie.

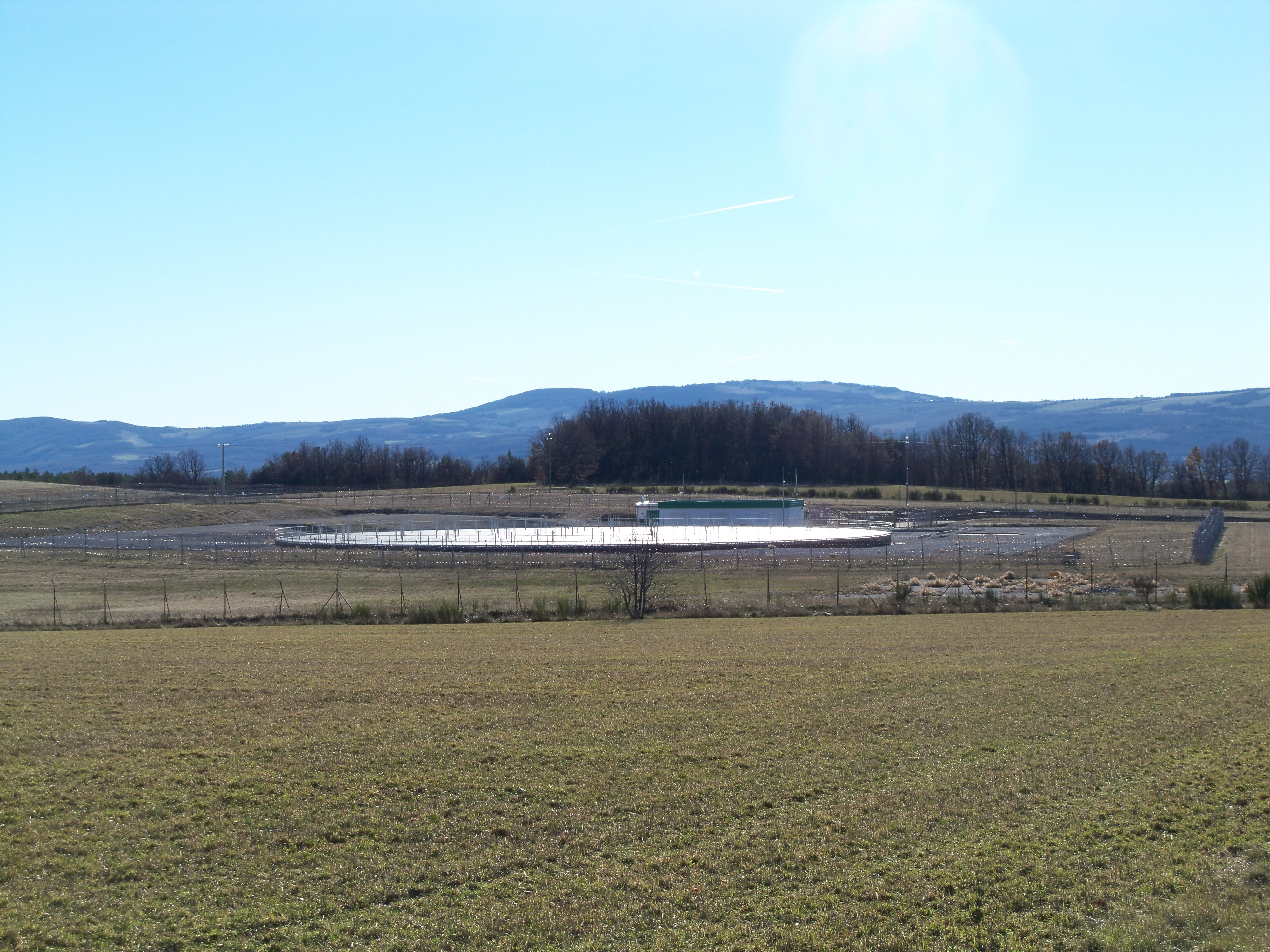
Site de réception du radar « Graves », sur le plateau d'Albion, à Revest-du-Bion.

L’ONERA a également installé le récepteur du radar « Graves » sur une des zones de lancement,,. Ce radar a été mis en service le 15 décembre 2005 afin de permettre la détection des satellites espions. Il s'agit en 2007 du seul système de veille satellite fonctionnant en Europe de l'Ouest. Par ailleurs, seuls la Russie et les États-Unis disposent à ce moment-là de systèmes de ce type.
Il présente la particularité d'avoir son site d'émission dissocié de son site de réception. Le site d'émission est situé sur l'ancienne base aérienne de Broyes-lès-Pesmes près de Broye-Aubigney-Montseugny, le site de réception se trouve quant à lui sur le plateau d'Albion, au Revest-du-Bion, à environ 400 km du site d’émission. Le système de réception s'appuie sur la détection Doppler pour laquelle les calculs de traitement du signal sont effectués par un calculateur temps réel réservé à cet usage, qui est installé sur la base aérienne 115 Orange-Caritat.

### Installations scientifiques

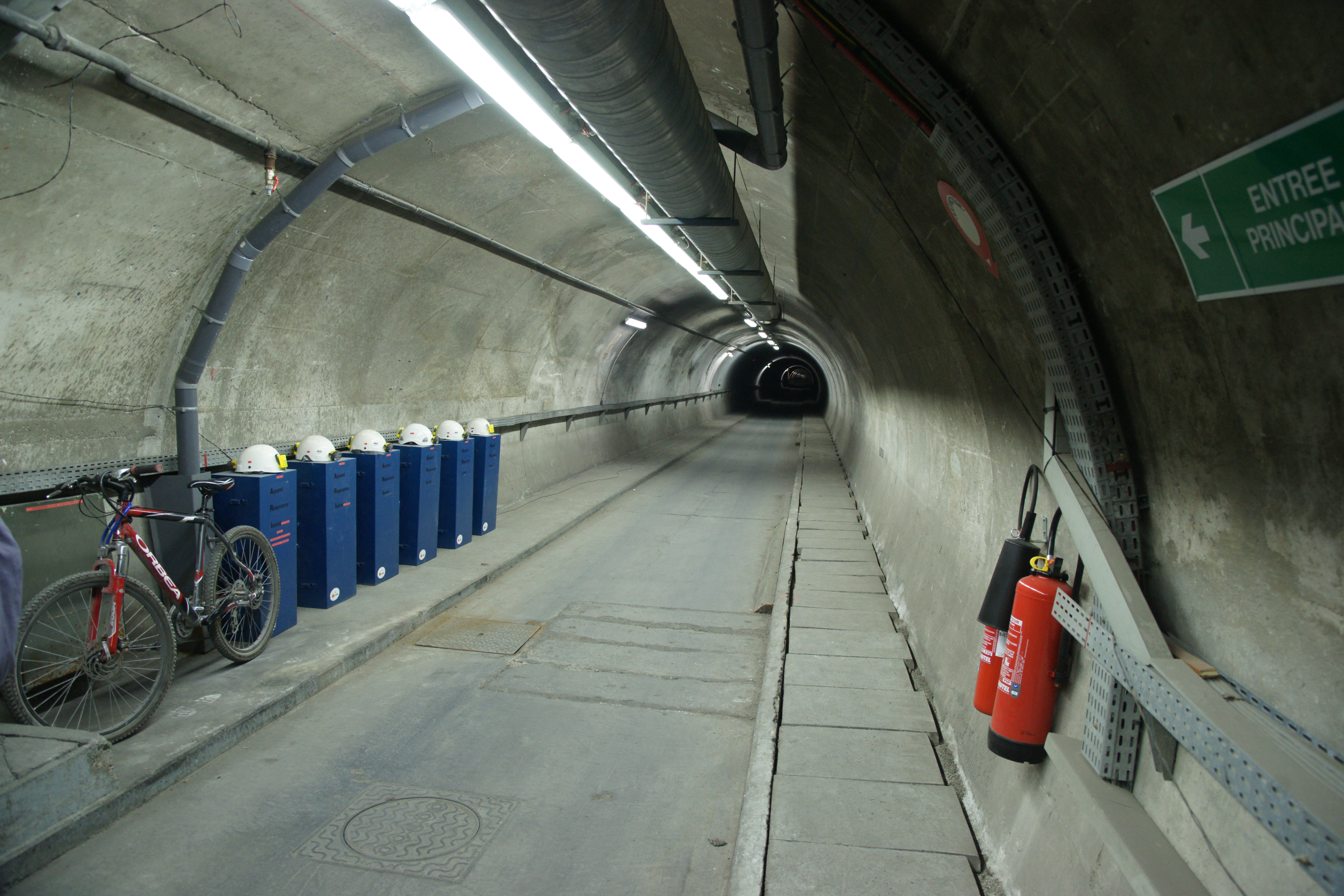
Tunnel du Laboratoire souterrain à bas bruit.

Après le démantèlement des missiles, la plupart des silos sont détruits et laissés à l'abandon.
Une des ZL, restée intacte, a été transformée en observatoire astronomique public (« Sirene ») et le PCT numéro 1 est devenu le laboratoire souterrain à bas bruit (LSBB) dépendant du CNRS et d'Avignon Université. Ce dernier bénéficie, entre autres, de l'isolation exceptionnelle de la capsule blindée de tir.

### Centrale énergétique
La base accueille une centrale de chauffage solaire alimentant un réseau de chaleur hybride solaire-biomasse desservant logements, commerces et piscine. Fournie par l'entreprise Helioclim, elle compte 750 m2 de miroirs.